# Victor Frankenstein
Victor Frankenstein é o epônimo e protagonista do romance de 1818 de Mary Shelley, Frankenstein; ou, O Moderno Prometeu.  Ele é um cientista suíço nascido na Itália que, após estudar os  processos químicos e a decadência dos seres vivos em  processos químicos, adquire uma visão profunda sobre a criação da vida e acaba dando vida a sua própria criatura — muitas vezes referida como o  Monstro de Frankenstein, ou, de forma incorreta porém comum, simplesmente como "Frankenstein". Essa confusão é compreensível, uma vez que o monstro pode ser interpretado como uma espécie de "filho" ou outro tipo de descendência simbólica do doutor e, nesse sentido, poderia naturalmente herdar o mesmo sobrenome.
Victor posteriormente se arrepende de ter interferido nos domínios da natureza, pois sua criação acaba ameaçando sua vida e a de seus entes queridos ao buscar vingança contra o criador. No romance, ele é apresentado inicialmente quando está perseguindo o monstro próximo ao Polo Norte e é salvo da morte certa por Robert Walton e sua tripulação.
Alguns elementos do personagem teriam sido inspirados no alquimista do século XVII Johann Konrad Dippel. É certo que Mary Shelley e as pessoas de seu círculo estavam cientes dos experimentos com eletricidade e tecidos mortos conduzidos por Luigi Galvani e seu sobrinho Giovanni Aldini, bem como das descobertas de Alessandro Volta na Universidade de Pavia.

## História
O personagem de Frankenstein nasceu em Nápoles (de acordo com a edição de 1831 do romance) e cresceu em Genebra. Ele é filho de Alphonse Frankenstein e Caroline Beaufort, que morreu de escarlatina quando Frankenstein tinha 17 anos. Ele descreve sua ascendência assim: "Sou de nascimento um genebrês, e minha família é uma das mais ilustres dessa república. Meus antepassados haviam sido por muitos anos conselheiros e administradores; e meu pai havia preenchido várias situações públicas com honra e reputação". Frankenstein tem dois irmãos mais jovens—William, o irmão mais novo, e Ernest, o filho do meio. Frankenstein se apaixona por Elizabeth Lavenza, que se torna sua irmã adotiva (sua prima de sangue na edição de 1818) e, finalmente, sua noiva.
Enquanto um menino, Frankenstein tinha se interessado nas obras de alquimistas, como Cornelius Agrippa, Paracelso, e Alberto Magno, e ele anseia para descobrir o lendário elixir da vida. Ele perde o interesse em ambas as perseguições e na Ciência como um todo depois de ver os restos de uma árvore atingida por um raio; no entanto, na Universidade de Ingolstadt, Frankenstein desenvolve uma predileção para a química, e se torna obcecado com a ideia de criar vida em matéria inanimada por meios artificiais, perseguindo esse objetivo por dois anos.
Montando uma criatura humanoide talvez pelo uso de uma substância química, um aparelho ou uma combinação de ambos (ele evita a pergunta três vezes quando questionado), Frankenstein cria com sucesso à vida, mas ele está horrorizado com a feiura da criatura. Ele abandona e foge de sua criação, que desaparece e logo embarca em uma jornada de vingança que resulta na morte do irmão mais novo de Frankenstein, William. A governanta dos Frankenstein, Justine, é culpada pela morte do menino e executada; Frankenstein é sacudido pela culpa, mas não vem para frente com a verdade, porque ele acha que ninguém vai acreditar em sua história, e tem medo das reações que essa história iria provocar.
A criatura se aproxima de Frankenstein e implora para que ele crie uma companheira para ele; Frankenstein concorda, mas acaba por destruir esta criação, horrorizado com a ideia de uma raça de monstros. Enfurecido, a criatura jura vingança; matando Henry Clerval, o melhor amigo de Frankenstein, e promete à Frankenstein: "Você me negou minha noite de núpcias—Eu estarei com você na sua!" A criatura mantém sua promessa estrangulando Elizabeth em sua cama matrimonial. Naquela mesma noite, o pai de Frankenstein morre de tristeza. Com nada mais deixado para viver, Frankenstein dedica sua vida para destruir a criatura.
Frankenstein persegue o "inimigo" ou "Demônio" (como ele chama sua criação) para o Ártico com a intenção de destruí-lo; ele acaba por falhar em sua missão, como ele cai através de um bloco de gelo e contrai uma pneumonia grave. Ele é resgatado por um navio passando por uma expedição ao Pólo Norte, mas morre após relatar seu conto para o capitão do navio, Robert Walton. Sua criatura, ao descobrir a morte de seu criador, é superada pela dor e jura cometer suicídio queimando-se vivo "na extremidade setentrional do mundo"; ele, em seguida, desaparece, para nunca mais ser visto ou ouvido novamente.

## Caracterização
Enquanto muitas das adaptações para o cinema subsequentes (notadamente o filme de 1931, Frankenstein e a série de filmes da Hammer Films estrelando Peter Cushing) têm retratado Frankenstein como o protótipo do "cientista louco", o romance o retrata como uma figura trágica.
Percy Shelley, marido de Mary, serviu como uma grande influência para o personagem. Victor era um pseudônimo de Percy Shelley, como na coleção que ele escreveu com sua irmã Elizabeth, Original Poetry by Victor and Cazire. Há especulações de que Percy era um dos modelos de Mary Shelley para Victor Frankenstein; enquanto um estudante em Eton College, ele "havia experimentado a eletricidade e magnetismo, bem como com pólvora e numerosas reações químicas", e os seus aposentos na Universidade de Oxford estavam cheios de equipamentos científicos. Percy Shelley foi o primeiro filho de um rico, politicamente conectado com os escudeiros do país, e um descendente de Sir Bysshe Shelley, 1º Baronete do Castelo de Goring, e Richard Fitzalan, 10º Conde de Arundel. Como foi dito no romance, a família de Frankenstein é uma das mais ilustres da república genebresa e seus ancestrais eram conselheiros e administradores. Percy tinha uma irmã chamada Elizabeth; Frankenstein tinha uma irmã adotada, chamada Elizabeth. Em 22 de fevereiro de 1815, Mary Shelley deu à luz um bebê prematuro de dois meses; a criança morreu duas semanas depois. Logo depois, Percy deixou Claire, meia-irmã de Mary, com quem ele estava tendo um caso. A questão da responsabilidade de Frankenstein para a criatura—em alguns aspectos como a de um pai para um filho—é um dos principais temas do livro.
Obsessão desempenha um papel importante no desenvolvimento do personagem de Frankenstein. Em primeiro lugar, enquanto um menino, ele está obcecado com a leitura de livros sobre alquimia, astrologia, e muitas outras pseudociências. Mais tarde, enquanto um jovem homem, ele fica encantado com o estudo das ciências da vida—principalmente lidando com a morte e reanimação de cadáveres. Finalmente, depois de o monstro ser criado, Frankenstein é consumido pela culpa, desespero e arrependimento, levando-o a obcecar sobre a natureza de sua criação.

## Em outras mídias

### Livros
Ao lado do romance original, o personagem também aparece ou é mencionado em outros livros de pastiches ou paródias.
- No livro, Frankenstein's Aunt, a tia do Barão vai ao castelo de Frankenstein para colocá-lo de volta em ordem, após o caos causado pelas experiências de seu sobrinho. No romance Frankenstein's Aunt Returns, o doutor tem criado um filho para o monstro e sua noiva.

- Em Dean Koontz's Frankenstein, Victor Frankenstein—indo agora pelo apelido de Victor Helios—sobreviveu até o presente, agora vivendo em Nova Orleans enquanto planejando a criação de sua "Nova Raça" da humanidade. Suas criações são mentalmente e emocionalmente defeituosas, no entanto, e Helios é forçado a matá-las. Ele é contrariado em sua "busca" pela sua criação original—agora chamada de Deucalião, que tem dominado a habilidade de se teletransportar, devido às circunstâncias únicas de sua criação—e dois detetives de Nova Orleans.

- No romance de Kenneth Oppel, This Dark Endeavor e sua sequela, Such Wicked Intent, Frankenstein é retratado como um cientista aspirante de 16 anos que cria a sua própria criatura a partir do corpo de seu irmão gêmeo falecido, Konrad.

### Filmes

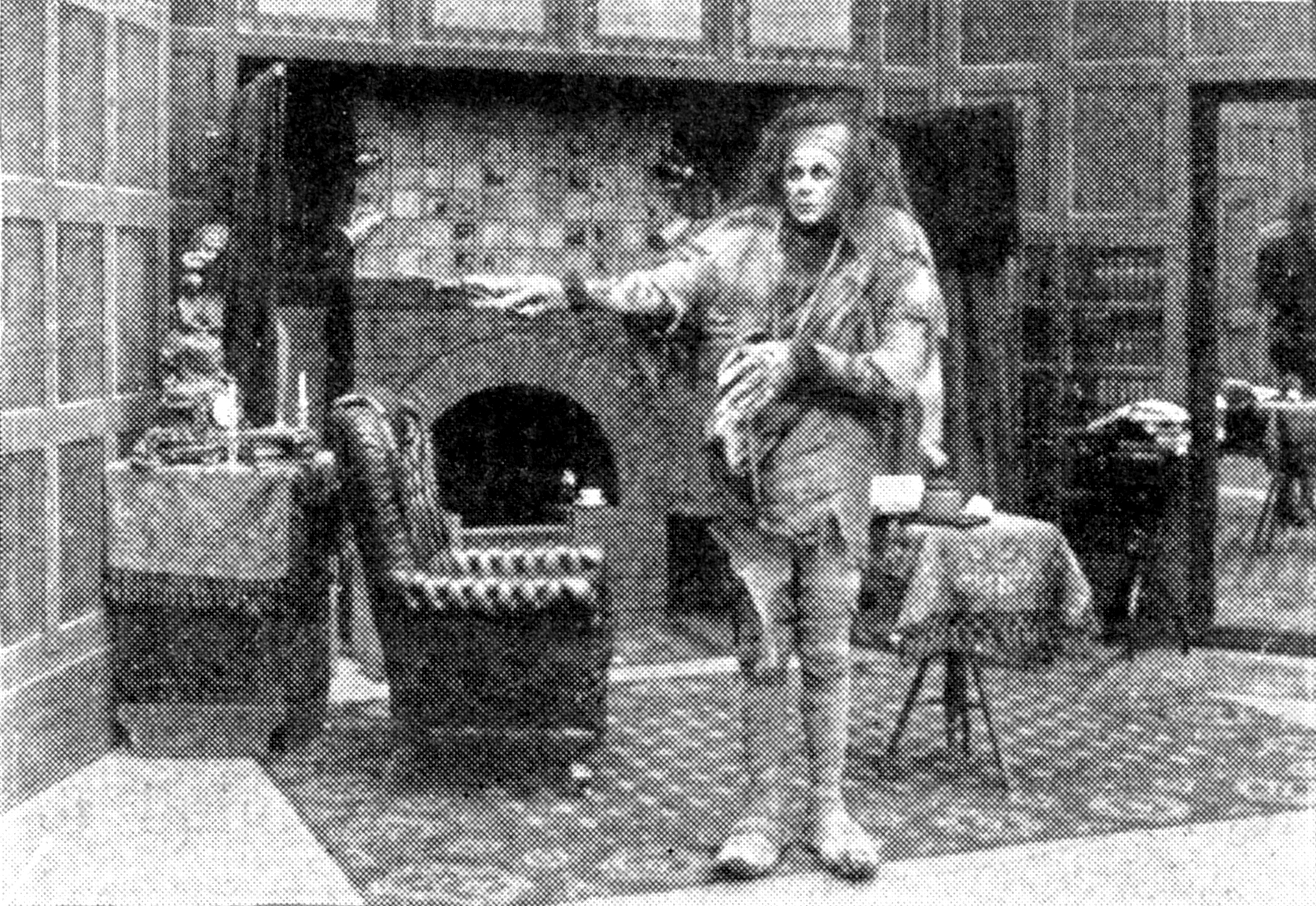
O monstro (filme de 1910).

- A primeira aparição não oficial de Victor Frankenstein na tela foi no filme de 1910 (produzido por Thomas Edison), no qual ele parecia mais um mágico.

- A primeira aparição significativa do personagem no cinema foi na adaptação cinematográfica de 1931 da Universal Pictures, dirigida por James Whale. Aqui, o personagem é renomeado Henry Frankenstein (um filme posterior mostra sua lápide com o nome "Heinrich") e é interpretado pelo ator britânico Colin Clive opondo Boris Karloff como o monstro, Dwight Frye interpreta Fritz, o assistente originário da peça teatral Presumption; or, The Fate of Frankenstein (1823).. Clive reprisou seu papel na sequela de 1935, A Noiva de Frankenstein, que reuniu Clive, Whale e Karloff, bem como o primeiro a dar à Frankenstein o título oficial de Barão. Embora o personagem não esteja presente nas seguintes sequelas devido a morte de Clive em 1937, uma pintura a óleo de Frankenstein (como retratado por Clive) aparece em O Filho de Frankenstein de 1939; ele também é o personagem-título, apesar de ter apenas uma participação especial, em The Ghost of Frankenstein (1942).

- O personagem ganhou uma nova vida em 1957, quando Peter Cushing primeiro ensaiou o papel no filme da Hammer Films, A Maldição de Frankenstein, opondo Christopher Lee como a Criatura. Cushing estreou com Victor Frankenstein, mais uma vez identificado como Barão, em mais cinco filmes para o estúdio.

- O filme de 1967, Mad Monster Party?, apresentou o Barão Boris von Frankenstein (dublado por Boris Karloff), que é baseado em Victor Frankenstein. Boris descobre o segredo para a destruição total e os planos para revelá-lo à Organização Mundial de Monstros ao anunciar sua aposentadoria. Ele tem um sobrinho chamado Felix Flanken, filho de sua irmã mais nova (uma especialista em bruxaria) e um homem de medicina.

- Depois de Cushing ter se aposentado temporariamente do papel seguinte do filme de 1969, Frankenstein Must Be Destroyed, Hammer decidiu reiniciar a série para os anos 1970. The Horror of Frankenstein foi uma refilmagem tongue-in-cheek de humor negro de A Maldição de Frankenstein, que contou com Ralph Bates como um jovem, "hiper" Barão no molde sinistro de interpretação de Cushing. Depois que o filme não conseguiu ser o sucesso que a Hammer esperava, trouxeram Cushing de volta para um filme final, Frankenstein e o Monstro do Inferno em 1974.

- O filme para TV de 1972, Mad Mad Mad Monsters (um "derivado sortido" de Mad Monster Party?) apresentou o Barão Henry von Frankenstein (dublado por Bob McFadden personificando Boris Karloff). No filme de TV, Henry e seu assistente Igor constroem e trazem à vida um monstro fêmea, destinada a ser companheira da criatura original. Frankenstein vai para o Transylvania Astoria Hotel, a fim de fazer arranjos de casamento.

- Udo Kier interpretou o Barão Victor Frankenstein no filme de 1973, Flesh for Frankenstein. Esta versão do personagem é um assassino em série que é casado com a própria irmã.

- Leonard Whiting interpretou Victor Frankenstein em Frankenstein: The True Story (1973).

- Robert Foxworth interpretou Victor Frankenstein em uma adaptação de 1973 para a televisão, Frankenstein.

- Na comédia de 1974 de Mel Brooks, Young Frankenstein, Gene Wilder retrata Frederick Frankenstein, neto de Victor Frankenstein, que herda a propriedade da família, mas tem vergonha do trabalho de seu avô (a ponto de insistir que seu nome é pronunciado "Fronk-en-steen"). Ele é, em última análise inspirado a assumir o trabalho, acabou criando seu próprio monstro (interpretado por Peter Boyle).

- Barret Oliver retrata uma jovem versão de Victor Frankenstein no curta de 1984, Frankenweenie, dirigido por Tim Burton. Charlie Tahan interpreta Victor no remake animado de 2012.

- Sting apareceu como "Charles" Frankenstein no filme de 1985, A Prometida, opondo Clancy Brown como o monstro.

- Raul Julia retratou Frankenstein no filme de Roger Corman, Frankenstein Unbound (1990), baseado no romance de Brian Aldiss.

- Em 1992, uma adaptação cinematográfica de Frankenstein para a TV foi produzida por David Wickes para a Turner Entertainment. Estrelou Patrick Bergin como Victor e Randy Quaid como o monstro. Neste filme, Victor clona a si mesmo em vez de criar a criatura dentre os mortos. Nesta adaptação, Victor e o monstro compartilham uma ligação psíquica, e podem sentir a presença um do outro.

- Kenneth Branagh reinterpretou o personagem ao longo das linhas de interpretação de Shelley em Frankenstein de Mary Shelley (1994), opondo Robert De Niro como o monstro.

- No filme animado de 1999, Alvin and the Chipmunks Meet Frankenstein, Dr. Frankenstein é o principal antagonista dublado por Michael Bell. Depois de criar secretamente o monstro em uma montanha-russa, seu laboratório é descoberto pelos Esquilos e envia sua criação após a descoberta. Depois de a criatura não retornar, ele vai para a casa dos Esquilos e sequestra Alvin. Ele então usa uma fórmula que faz com que Alvin saia do controle. Após Alvin retornar ao normal, Frankenstein sob o disfarce do mascote do parque Sammy, o Esquilo ele tenta eletrocutá-lo, mas é eletrocutado por sua própria criação. Quando ele recupera a consciência, Frankenstein é incapaz de retirar a fantasia dele. Mais tarde, perto do final do filme, ele aparece como funcionário do parque temático.

- No filme de 2004, Van Helsing, Victor Frankenstein (interpretado por Samuel West) é contratado pelo Conde Drácula para criar um monstro para Drácula e trazer seus filhos à vida. Quando Frankenstein se recusa, Drácula o mata, apenas para ser atacado pelo monstro. O monstro leva o corpo de Frankenstein para o moinho de vento, mas uma multidão enfurecida do lado de fora do castelo vê o monstro e o persegue para o moinho de vento. Eles ateiam fogo ao moinho de vento, a fim de matar o monstro, mas são perseguidos por Drácula e suas noivas. O monstro sobrevive quando o chão no topo do moinho desaba. O monstro—que se refere à Frankenstein como seu pai—é usado mais tarde para trazer as filhos de Drácula de volta à vida, só para escapar do castelo com a ajuda do caçador de monstros, Gabriel Van Helsing.

- O filme independente de 2004, Frankenstein, apresenta um Victor Frankenstein conhecido como Victor Helios, que tem usado de sua própria pesquisa para estender sua vida até os dias modernos, onde continua seus experimentos para criar vida com o objetivo de substituir a humanidade com suas próprias criaturas. Ele se opõe a sua criação original, que está determinada a derrotar seu criador enquanto está sendo prejudicada por um "bloqueio" mental que Helios tem instalado em todas as suas criaturas para impedi-las de prejudicá-lo.

- O filme de 2004 feito para a TV, produzido pela Hallmark, Frankenstein, estrelou Alec Newman como Victor Frankenstein opondo Luke Goss como o monstro.

- O filme de 2007, Frankenstein, introduz Victoria Frankenstein. Em vez de fazer a criatura de cadáveres, ela usa células-tronco, com a intenção de usar seu experimento para salvar o filho que está morrendo. O experimento dá errado, no entanto, a criatura escapa. Quando Frankenstein alcança o monstro, ela vai para amá-lo, porque é sua única ligação remanescente de seu filho que morreu desde então.

- Victor Frankenstein aparece brevemente no filme de 2014, I, Frankenstein, no qual ele é interpretado por Aden Young.

- Victor Frankenstein é interpretado por James McAvoy no filme de 2015, Victor Frankenstein.

### Televisão
- Victor Frankenstein é mencionado como o criador de Herman Munster da série Os Monstros, mas não aparece na série. No casamento de Herman e Lily, Frankenstein deu Herman "com seus projetos". Atualmente, ele está morto. Em "A Visit from Johann", o episódio introduziu o bisneto de Victor Frankenstein chamado Victor Frankenstein IV (interpretado por John Abbot).

- No episódio de The World's Greatest Super Friends, "The Super Friends Meet Frankenstein", o Dr. Frankenstein (dublado por Stanley Ralph Ross), que é apresentado como tataraneto do original Dr. Frankenstein, que carrega a "tradição familiar" de criar monstros. Ele é auxiliado por um capanga como Igor, chamado Gork (dublado por Michael Bell). Dr. Frankenstein usa seus monstros para se vingar do povo da Transilvânia pelo que fizeram com seu antepassado. Quando ele libera o clássico monstro de Frankenstein para atacar a Transilvânia, os Superamigos são chamados para investigar.  Quando Batman e Robin atacam o monstro, Dr. Frankenstein ordena que sua criação atraia o Duo Dinâmico para o seu castelo, a fim de prendê-los. Quando Batman e Robin eletrocutam o monstro de Frankenstein, o Dr. Frankenstein chega e os prende enquanto os agradece por ter lhe dado uma ideia para sua próxima criação. Primeiro o Dr. Frankenstein transfere as habilidades de Batman para um corpo-alvo. Robin consegue escapar, e chama o Super-Homem e a Mulher-Maravilha. Quando chegam, o Dr. Frankenstein desencadeia sobre eles uma criatura tentaculosa, com poder de Kryptonita. O Dr. Frankenstein, em seguida, transfere as habilidades do Super-Homem e da Mulher-Maravilha em seu monstro, criando, assim, um monstro composto que tem a cabeça, a capa, e o intelecto com o nível de um gênio, o corpo do Super-Homem e suas super habilidades, e o laço mágico, os braceletes mágicos, e os poderes telepáticos da Mulher-Maravilha. O Dr. Frankenstein envia o seu Super-Monstro para acatar a Europa enquanto Robin e Gleek libertam Super-Homem, Batman, e Robin. Com a ajuda do Instituto de Pesquisas Energéticas austríaco, Robin sofre a mesma experiência que criou o monstro, concedendo-lhe poderes do Super-Homem, Batman, e Mulher-Maravilha. Robin e o Super-Monstro estão empatados até que Robin veste um terno de chumbo e expõe o Super-Monstro a Kryptonita. Robin derrota o Super-Monstro enquanto Super-Homem, Batman, Mulher-Maravilha, e Gleek prendem Dr. Frankenstein e Gork e, em seguida, recuperam os seus poderes através da inversão do experimento.

- A série de televisão humorística, Frankenstein's Aunt, apresenta um Dr. Frankenstein que cria um monstro típico. Como na adaptação cinematográfica de 1931 da Universal Pictures, o personagem é renomeado Henry Frankenstein.

- A série animada do Adult Swim, Mary Shelley's Frankenhole, apresenta o Dr. Frankenstein (dublado por Jeff B. Davis) e outros personagens, tanto do romance Frankenstein e outros filmes de terror clássicos. Frankenstein é descrito como sendo um narcisista que, depois de beber um soro da imortalidade que ele inventou, tem vivido por mais de mil anos. Ele desenvolveu uma tecnologia para conectar sua aldeia em vários pontos no tempo, chamados Frankenholes, que permitem que várias pessoas da História viagem no tempo para visitá-lo na esperança de que ele vai trazer algum tipo de cirurgia milagrosa para corrigir falhas físicas e mentais.

- Victor Frankenstein aparece na série da ABC, Once Upon a Time, interpretado por David Anders. Frankenstein vem da Terra Sem Cor, um mundo em preto-e-branco que é separado da Floresta Encantada (onde os personagens de contos de fadas vêm). O pai de Frankenstein, Alphonse é mostrado a favorecer seu irmão mais novo Gerhardt e não aprova o trabalho de Frankenstein. Gerhardt apóia a pesquisa científica de seu irmão mais velho, mas é morto pelos guardas quando pego roubando de Frankenstein. Alphonse culpa Frankenstein pela morte de Gerhardt e o renega. Arruinado pela culpa, Frankenstein usa sua pesquisa para reviver seu irmão. Frankenstein está aflito depois de descobrir que seu irmão não é mais o homem que ele conhecia e amava e é forçado a trancá-lo para longe após assassinar Gerhardt seu pai, em auto-defesa. Frankenstein promete encontrar uma maneira de corrigir seu irmão antes de ser levado pela Rainha Mã do Caminho Sombrio. Em Storybrooke, ele aparece como um médico chamado Dr. Whale.

- A série de 2014 da Showtime, Penny Dreadful, descreve o Dr. Victor Frankenstein (interpretado por Harry Treadaway) como um jovem funcionário do necrotério na Inglaterra durante o final de 1800. Ele cria o seu monstro, "Caliban" (interpretado por Rory Kinnear), anexando um cadáver a um sistema de círculos e usando eletricidade através dele durante uma tempestade com raios. Ao contrário de outras adaptações, Victor cria mais duas criações: Proteus e Lily.

### Teatro
- A peça Presumption; or, The Fate of Frankenstein (1823), de Richard Brinsley Peake, que introduziu o personagem Fritz, assistente de Frankenstein. Nesta obra teatral, enquanto seu mestre brinca de Deus, Fritz é o único que realmente compreende o horror da situação, testemunhando o nascimento do monstro e reagindo com terror genuíno. Mais de um século depois, a Universal Pictures incorporou Fritz em seu filme de 1931, ajudando a estabelecer o arquétipo do ajudante corcunda que mais tarde seria conhecido como Igor, um ícone recorrente na cultura popular associada a Frankenstein.

- O musical Off-Broadway de 2007, Frankenstein – A New Musical retrata Victor Frankenstein como o jovem estudante ingênuo do romance original de Mary Shelley.

- Em 2011, a adaptação para o palco Frankenstein (por Nick Dear) dirigida pelo vencedor do Oscar Danny Boyle estreou no Royal National Theatre em Londres, estrelando Benedict Cumberbatch e Jonny Lee Miller, com os dois atores principais, alternando os papéis de Frankenstein e sua criatura. A peça, com inúmeros prêmios e maciçamente aclamada pela crítica e pelo público, foi gravada ao vivo duas vezes, e foi transmitida para os cinemas de todo o mundo como parte do National Theatre Live programme:[6] com Benedict Cumberbatch retratando a Criatura e Jonny Lee Miller o Dr. Victor Frankenstein, e a versão alternativa com Cumberbatch interpretando o Doutor e Miller a Criatura.

- Também em 2011, uma única, adaptação musical chamada Frankenstein's Wedding: Live in Leeds foi realizada na frente de um grupo de 12,000 na Kirkstall Abbey. Incorporou imagens, filmadas antes da apresentação, com foco principalmente em Frankenstein (interpretado por Andrew Gower) e sua criação da criatura, com o show ao vivo enfocando principalmente o casamento de Frankenstein com Liz (interpretada por Lacey Turner), e a história trágica que se segue. O show também estrelou Mark Williams como Alphonse Frankenstein, e David Harewood como A Criatura. O show foi transmitido ao vivo pela BBC Three em 9 de março.

### Computador e jogos eletrônicos
- Victor Frankenstein aparece no jogo de computador de aventura gráfica, Frankenstein: Through the Eyes of the Monster, interpretado por Tim Curry na metragem em live-action que está integrado nos gráficos do jogo.

- O ancestral de um universo analógico de Victor Frankenstein, "Friedrich von Frankenstein" é mencionado várias vezes na história principal do jogo Castlevania: Lords of Shadow. Antes de morrer, a Vampire Lord Carmilla tinha prometido fazê-lo sofrer por suas criações e tem levado sua promessa adiante depois de se tornar morta-viva. Uma de suas criações aparece como um chefe, mas ao contrário do monstro, é uma criatura como um escorpião metálico que não tem nenhum indício de humanidade, mas uma grande quantidade de durabilidade.[7] Na primeira expansão DLC da história principal pode se encontrar os dedos deteriorados de Friedrich em potes espalhados pelo castelo do Vampire Lord, embora possa apenas encontrar 6 deles.

### Web
- Uma web série de 2014, Frankenstein, M.D., criada pela PBS Digital Studios e Pemberley Digital, concentra-se em Victoria Frankenstein, uma estudante da escola de medicina determinada a provar-se em seu campo. Esta série de muda de gênero os vários personagens—Elizabeth se torna Eli Lavenza e Henry se torna Rory Clerval. Esta série também faz referência a vários experimentos científicos reais no show.